# Color Music Radio
Color Music Rádio je komerční rozhlasová stanice, dříve Rádio Ethno, která vysílá 24 hodin denně hudbu všech barev (hiphop, rap, funk, ethno, soul, rnb, reggae, d’n’b, dubstep, italodisco a mnoho dalších žánrů). Stanice není typicky mainstreamová, slyšet je spousta neohrané a málo známé muziky, kterou nehrají žádná jiná česká rádia.

## Historie
Pravidelné vysílání bylo zahájeno v roce 2008 jako Rádio Ethno a v roce 2013 přejmenováno na Color Music Radio.  Po této změně se významně rozšířila. Limitujícím je nedostatek FM kmitočtů.

## Vysílače
| Město                         | Frekvence |
| ----------------------------- | --------- |
| Praha                         | 90,7 FM   |
| Brno                          | 99,4 FM   |
| Znojmo                        | 92,4 FM   |
| Karlovy Vary                  | 98,6 FM   |
| Český Krumlov                 | 92,5 FM   |
| Opava                         | 90,1 FM   |
| České Budějovice              | 104,8 FM  |
| Liberec                       | 95,1 FM   |
| Plzeň - Černice               | 100,5 FM  |
| Plzeň                         | 12B DAB+  |
| Benešov a část středních Čech | 7C DAB+   |
| Praha                         | 6A DAB+   |
| Severovýchodní Čechy          | 7C DAB+   |